# La Bâtie-Vieille

La Chapelle-en-Valgaudémar este o comună în departamentul Hautes-Alpes, Franța. În 1 ianuarie 2022 avea o populație de 325 de locuitori.